# Yayoi Kusama
Yayoi Kusama (japonès: 草間彌生)  (Matsumoto, 22 de març de 1929) és una artista i escriptora japonesa. Al llarg de la seva carrera, ha treballat amb una gran varietat de mitjans incloent: pintura, collage, escultura, art performance i instal·lacions, la majoria dels quals exhibeixen el seu interès temàtic en la psicodèlia, la repetició i els patrons. Kusama és una precursora dels moviments de l'art pop, minimalisme i art feminista i va influenciar als seus contemporanis, Andy Warhol i Claes Oldenburg. Malgrat haver estat oblidada després que va deixar l'escena de l'art novaiorquès a principis de la dècada de 1970, Kusama és reconeguda actualment com una de les artistes més importants que hagi sortit del Japó i una veu molt important de l'avant-garde.

## Biografia
Va néixer en Matsumoto (Nagano) en una família classe mitjana alta de comerciants de llavors, Kusama va començar a crear art des d'una edat molt primerenca, la qual cosa la va portar a estudiar Nihonga (pintures d'estil japonès) a Kyoto el 1948. Frustrada amb aquest estil japonès, es va interessar en l'avant-garde americà i europeu, muntant diverses exposicions en solitari de les seves pintures a Matsumoto i Tòquio durant la dècada de 1950. En 1957 es va traslladar als Estats Units, establint-se a la ciutat de Nova York on va produir una sèrie de pintures influenciades per l'expressionisme abstracte. Kusama va canviar a l'escultura i la instal·lació com els seus mitjans principals i es va convertir un element fix del avant-garde de Nova York amb els seus treballs exposats al costat d'Andy Warhol, Claes Oldenburg i George Segal a principis de la dècada de 1960 quan l'artista es va associar al moviment de l'Art pop. Acollint l'ascens de la contracultura hippie de finals dels anys seixanta, Kusama va cridar l'atenció del públic quan va organitzar una sèrie de happenings en els quals es pintava a participants nus amb pigues de colors brillants.
En 1973, Kusama es va traslladar de tornada al Japó, on va trobar una escena de l'art molt més conservadora que la de Nova York. Es va convertir en marxant d'art però el seu negoci va fracassar anys després; més endavant va patir de problemes psiquiàtrics i el 1977 es va internar voluntàriament en un hospital, on ha viscut la resta de la seva vida. D'aleshores ençà, ha continuat produint obres d'art en diferents mitjans i ha encetat una carrera literària amb la publicació de diverses novel·les, poesies i una autobiografia.
El treball de Kusama està basat en l'art conceptual i mostra alguns atributs del feminisme, minimalisme, surrealisme, art marginal, art pop, i expressionisme abstracte, a més d'estar fusionat amb contingut autobiogràfic, psicològic i sexual. Kusama també és una novel·lista i poeta publicada, i ha creat treballs notables en films i disseny de moda. Retrospectives de gran grandària i importància han estat exposades en el Museu d'Art Modern de Nova York, el Museu Whitney d'Art Nord-americà, i el Tate Modern, mentre que en 2008 Christie's a Nova York va vendre una de les seves obres en $5.1 milions de dòlars, un rècord per a un artista dona amb vida.

## Vida primerenca: 1929-1949
Nascuda en Matsumoto (Nagano), va ser la quarta filla d'una família pròspera i conservadora, la bonança de la qual va provenir de la venda de grans, Kusama ha experimentat al·lucinacions i pensaments severament obsessius des de la seva infantesa amb tendències suïcides. Confessa que quan era petita va sofrir d'abús físic per part de la seva mare. En 1948, se’n va anar de la seva llar per entrar a l'Escola Municipal d'Arts i Artesanies de Kyoto, on va estudiar Nihonga, un estil rigorós desenvolupat durant l'Era Meiji; Es va graduar l'any següent. Odiava la rigidesa del sistema mestre-deixeble on els estudiants havien de immergir-se de tradició a través del sensei. "Quan penso en la meva vida a Kyoto," ella deia, "em fan venir ganes de vomitar."

## Carrera

### Èxit primerenc al Japó: 1950-1956
Per 1950, Kusama representava formes naturals abstretes en aquarel·la, gouache i oli en paper, principalment. Ella va començar a cobrir superfícies (Parets, pisos, canvas i més endavant objectes de la llar i cossos nus) amb pigues, els quals es convertirien en la marca personal del seu treball. Els vasts camps de pigues o "xarxes infinites", com ella les cridava, eren extretes directament de la seva al·lucinacions. L'obra més antiga en la qual va incorporar aquestes pigues va ser a l'edat de deu anys en un dibuix el 1939, en el qual la imatge d'una dona japonesa vestida amb un quimono (es creu que és la mare de l'artista) està coberta i oculta per taques. La seva primera sèrie a gran escala, algunes vegades aconseguint més de 30 peus- de llarg, Xarxes Infinites, estaven completament cobertes en una seqüència de xarxes i pigues que feien al·lusió a les seves al·lucinacions. A principis de la dècada de 1960, Kusama va començar a cobrir objectes tals com: escales, sabates i cadires amb protuberàncies fàl·liques. Malgrat l'atenció al detall i l'intrínsec dels seus dibuixos, els acabava ràpidament i en embalum, establint un ritme de productivitat que àdhuc manté. També va establir un altre tipus d'hàbits, com el de ser fotografiada amb els seus treballs nous.
Des de 1963, Kusama ha continuat la seva sèrie de quarts Mirall/Infinit. En aquestes instal·lacions complexes, quarts fets a la mesura s'alineen amb vidres mirall i contenen pilotes de colors neó penjades a diferents altures sobre l'espectador. Alçat dins d'una petita plataforma, la llum es reflecteix repetidament sobre les superfícies mirall per crear la il·lusió d'espai infinit.

### Nova York: 1957-1972
Després d'haver viscut a Tòquio i França, Kusama va deixar Japó a l'edat de 27 anys per anar als Estats Units. En 1957 es va traslladar a Seattle, on va exhibir les seves pintures en la galeria Zoe Dusanne. Es va quedar allí un any abans de traslladar-se a la Ciutat de Nova York, com ho deia la seva correspondència amb Geòrgia O'Keeffe on expressava el seu interès per unir-se als reflectores de la ciutat i demanava consells a O'Keefe. Durant la seva estada als Estats Units, es va comerciejar reputació com a líder en el moviment avant-garde. En 1961 es va instal·lar en el seu estudi al mateix edifici que Donald Judd i de l'escultora Eva Hesse; Hesse es va convertir en un amic proper de l'artista. Kusama va anar enormement productiva en els anys que van seguir i el 1966 va experimentar amb instal·lacions independents de la grandària de cambres que incorporaven miralls, llums i música. Kusama considerava a Judd i a Joseph Cornell com els seus amics i suport. No obstant això, no rebia guanys monetaris amb el seu treball. Per aquesta època va ser hospitalitzada freqüentment per excés de treball, i O’Keeffe va convèncer el seu propi marxant de comprar diverses peces per ajudar econòmicament a Kusama.
Kusama va organitzar happenings estrafolaris en llocs com a Central Park i el Pont de Brooklyn, on involucrava freqüentment la denudez, a més d'estar dissenyats com a protesta contra la Guerra de Vietnam. En un d'ells va escriure una carta pública dirigida a Richard Nixon oferint-li sexe vigorós a canvi d'acabar amb la guerra de Vietnam. Entre 1967 i 1969 es va concentrar en performances realitzats amb la major quantitat de publicitat possible, en els quals Kusama pintava a participants nus amb pigues, com en la "Gran Orgia per Despertar als Morts en el MoMA el 1969, que va tenir lloc en el Jardí de les Escultures del Museu d'Art Modern de Nova York. En 1968, Kusama va presidir el happening "Noces Homosexuals" a l'Església de l'Autodestrucció al carrer 33 Walker a Nova York on va actuar juntament amb Fleetwood Mac i Country Joe and the Fish en Fillmore East, Nova York. Va obrir estudis de pintura al nu i un club social gai anomenat Kusama ’Omophile Kompany (kok) (Komañía omófila de Kusama (kok)).
En 1966, Kusama va participar per primera vegada en la Biennal de Venècia número 33. El seu "Jardí de Narcís" constava de centenars d'esferes emmirallades situades en l'exterior en el que ella cridava "catifa cinètica". Tan aviat com aquesta obra va ser instal·lada en la pastura fos del pavelló italià, Kusama vestida amb un quimono daurat, va començar a vendre cada esfera en $2 dòlars, fins que els organitzadors de la Biennal van posar fi al seu "negoci" Probablement, un dels treballs més notoris de Kusama és el "Jardí de Narcís" a causa de la promoció de l'artista en els mitjans, ja que va ser una oportunitat per oferir una crítica de la mecanització i comercialització del mercat de l'art. Diverses versions del "Jardí de Narcís" han estat presentades mundialment en diferents localitats com Li Consortium, Dijon, en el 2000; Kunstverein Braunschweig, en el 2003; com a part del Whitney Biennial en Central Park, el 2004; i en el Jardin de Tuileries a París, el 2010. amor al seu poble per New York Times, Kusama va tenir una relació sense mantenir relacions sexuals amb l'artista americà Joseph Cornell, l'única inclinació amorosa de Kusama fins avui.

### Retorn al Japó: 1973-present
En 1973, Kusama va tornar al Japó amb mala salut; aquí va començar a escriure novel·les, històries curtes i poesia molt viscerals i surrealistes. Kusana va internar a l'Hospital Seiwa per a Malalts Mentals i finalment es va convertir en un resident permanent. Des de llavors, viu a l'hospital per elecció pròpia. L'estudi on continua produint obres des de mitjan dècada de 1970 està molt prop de l'hospital en Shinjuku (Tòquio). A Kusama se la cita freqüentment dient: "Si no fóra per l'art, jo m'hauria llevat la vida fa molt temps". Ella va continuar pintant, però amb pintura acrílica molt pigmentada sobre llenç a gran escala.

Yayoi Kusama va dir sobre la seva pintura titulada "Flors (D.S.PS)" de 1954,
| « | Un dia estava veient el patró de flors vermelles d'unes tovalles a la taula i quan vaig mirar cap amunt, vaig veure el mateix patró que cobria el sostre, les finestres i finalment sobre tota l'habitació, el meu cos, i l'univers. Vaig sentir com si m'hagués començat a autodestruir, a donar voltes en l'infinit del temps i l'absolut de l'espai, mentre em reduïa al no-res. Quan em vaig adonar del que estava passant de veritat i no sols a la meva imaginació, em vaig espantar. Sabia que havia de fugir, amenaçada de ser privada de la meva vida per l'embruix de les flors vermelles. Vaig pujar les escales corrents amb desesperació. Els esglaons de sota meu van començar a desfer-se i vaig caure per les escales, torçant-me el turmell. | » |

Unes altres de les seves cites d'ella:
| « | La piga té la forma del sol, que és símbol de l'energia del món i de la nostra vida, i té també la forma de la lluna, que és la quietud. Les pigues no poden estar sols, com succeeix amb la vida comunicativa de la gent, dues o tres o més lunars porten al moviment. La nostra terra és només una piga entre els milions d'estels del cosmos. Les pigues són un camí a l'infinit. Quan esborrem la naturalesa i els nostres cossos amb pigues, ens integrem a la unitat del nostre entorn. Ens tornem part de l'eternitat. | » |

## Exposicions
En 1959, Kusama va tenir la seva primera exposició en solitari a Nova York en la Galeria Brata, una cooperativa d'artistes. Ella va mostrar una sèrie de pintures de xarxes blanques les quals van ser revisades de manera entusiasta per Donald Judd (tots dos Judd i Frank Stella van adquirir pintures del xou en aquest moment). Des de llavors Kusama ha exhibit el seu treball amb Claes Oldenburg, Andy Warhol, i Jasper Johns entre d'altres. Va exhibir a l'una d'artistes Europeus com Lucio Fontana, Pol Bury, Otto Piene, i Gunther Uecker i per 1962 ella era l'única artista dona que va formar part de l'aclamada exhibició grupal internacional Nul (zero) en el Stedelijk Museum en Amsterdam.
Ella va representar al Japó en el Biennal de Venècia de 1993 i de 1998 a 1999 una gran retrospectiva de les seves obres va fer un tour per tot Estats Units i Japó dels seus treballs. Algunes de les exhibicions més grans del seu treball inclouen: Kitakyushu Municipal Museum of Art en Fukuoka, Japó (1987); Centre de les Arts Internacionals Contemporànies a Nova York (1989); "Amor per sempre: Yayoi Kusama,1958–1969", Museu d'Art del Comtat de Los Angeles el 1998; de 1998-1999 viatjaria cap al Museu d'Art modern de Nova York, al Walker Art Center, a Minnesota i al Museu d'Art Contemporani, a Tòquio; Li Consortium, Dijon, en el 2000 va viatjar a la Casa de la Cutlura del Japó a París; Kunsthallen Brandts, Odense, a Dinamarca; Els Abattoirs, Tolosa de Llenguadoc; Kunsthalle, en Vienna; i el Centre Artsonje, a Seül del 2001 al 2003); "KUSAMATRIX", Mori Art Museum, a Tòquio, 2004 (Va viatjar al Art Park Museum of Contemporary Art, Sapporo Art Park, en Hokkaido); "Eternitat-Modernitat", National Museum of Modern Art a Tòquio (fent un recorregut per Japó), 2004-2005; i "Els Anys Emmirallats", en el Museum Boijmans Van Beuningen, en el 2008 (va viatjar al Museum of Contemporary Art, a Sydney, i a la City Gallery, a Wellington, Nova Zelanda en el 2009). L'agost de 2010, Kusama va exhibir en el trienal de Aichi., Nagoya. Les seves obres sent exhibides dins, del Centre d'Art de Aichi. Per a juliol de 2011, varis de les obres més íntimes de Kusama estan en exhibició en el Museu Reina Sofia a Madrid, Espanya.
Com a part del Festival FINA en el 2007, Kusama va crear Guidepost to the New Space, una vibrant instal·lació a l'aire lliure per Birrarung Marr al costat del Riu Yarra enn Melbourne. En el 2009, els Guideposts van ser reinstal·lats en el Jardí Botànic Tropical Fairchild, aquesta vegada exhibit com a llomes flotants en el llac.
Una mostra del treball de Kusama va obrir en el Tate Modern a Londres el 9 de febrer de 2012. Descrita com a "semblant a aquestes suspès en un cosmos bell veient cap a mons infinits, o com a petits punts de plàncton fluorecente en un oceà de vida microscòpica brillant.',, l'exhibició mostra treballs de tota la carrera de Kusama.
Del 15 de juliol de 2013 al 3 de novembre de 2013, centenars d'obres de l'artista, incloses dotzenes de les seves últimes peces es van exhibir al Daegu Art Museum, de Daegu, Corea. Del 30 de juny de 2013 al 16 de setembre de 2013, diverses peces es van exhibir al Museu d'Art Llatinoamericà de Buenos Aires, a Argentina.
De finals de 2015 a principis de 2016 l'exposició de Kusama va causar estrepitós furor en la Ciutat de Mèxic amb una assistència aproximada de 2.000 visitants diaris al Museu Tamayo per la seva exposició "Obsessió Infinita".

## Col·leccions
El treball de Kusama es troba en les col·leccions dels museus més importants del món, incloent el Museu d'Art Modern I Contemporani de Nova York; el Museu d'Art del Comtat de Los Angeles; Walker Art Center, a Minnesota; Phoenix Art Museum, a Arizona Estats Units; el Tate Modern de Londres; el Museu Stedelijk de Amsterdam; Centre Georges Pompidou a París; i el Museu Nacional d'Art Modern de Tòquio.

## Reconeixements
Kusama ha rebut nombrosos premis, com el Asahi Prize (2001); l'Ordre de les Arts i les Lletres (2003); i el premi Nacional per Assoliments de Vida de l'Ordre del Sol Naixent (2006). A l'octubre de 2006, Yayoi Kusama es va convertir en la primera dona japonesa que va rebre el Praemium Imperiale, un dels premis més prestigiosos del Japó per a artistes reconeguts internacionalment.

## Mercat de l'art
El treball de Kusama ha tingut una presència molt forta en les subhastes: els preus més alts de les seves obres li pertanyen a pintures de finals de la dècada de 1950 i principis de 1960. Des del 2012, el seu treball ha tingut la renovació més important de qualsevol artista femenil amb vida. El novembre de 2008, Christie's de Nova York va vendre una de les "Xarxes Infinites" No. 2, en blanc de 1959 que solia pertànyer-li a Donald Judd, en US$5.1 milions de dòlars, un rècord per a una artista en vida. En comparació, el preu més alt d'una de les seves escultures dels seus anys a Nova York és de £72,500 (US$147,687), una creació de 1956 feta amb llana, pintura, pasta i ganxos per a roba titulat Chamarra Daurada de Macarrons en Sotheby's de Londres a l'octubre de 2007. Una carbassa de plàstic reforçat de fibra de vidre va guanyar $264,000 dòlars, el major preu per una de les seves escultures, venut en Sotheby’s en el 2007.
En la dècada de 1960, la galeria Gres de Beatrice Perry va tenir un paper important en l'establiment de la carrera de Kusama als Estats Units. Ota Fine Arts, el marxant de molts anys de Kusama a Tòquio, ha treballat amb l'artista des de 1980. Des del 2007, a Kusama també la representa la galeria Victoria Miro i per David Zwirner. Kusama va deixar la Galeria Gagosian a la fi del 2012; abans d'estar en la Gagosian, ella havia estat en la Galeria Robert Miller, a Nova York. El seu treball: 'Flame of Life - Dedicated to El teu-Fu (Du-Fu)' es va vendre en US$960,000 en el Art Basel/Hong Kong al maig de 2013, el preu més alt pagat en la història del xou.

## En la cultura popular
- Superchunk, una banda indie dels Estats Units, incloïa una cançó anomenada "Classe d'Art (cançó per Yayoi Kusama) en el seu àlbum Here's to Shutting Up.
- Yoko Ono cita a Kusama com a influència.
- El Centre d'Arts Actuades Matsumoto a la seva ciutat, dissenyat per Toyo Ito, té una façana coberta amb pigues com a influència de les seves obres. Plantilla:Or
- Se li esmenta en la lletra de la cançó "Hot Topic" de li Tigre.
- En el 2013 el duo britànic indie-pop The Boy Least Likely To va fer una cançó com a tribut a Yayoi Kusama.[32] Ells van escriure en el seu blog que admiraven el treball de Kusama perquè ella exposa les seves pors en el, alguna cosa que ells mateixos fan de tant en tant.[33]
- The Nels Cline Singers li van dedicar a Kusama la cançó "Macroscopic (for Kusama-sant)" del seu àlbum de 2014, Macroscope.[34]
- Peter Gabriel fa ús de les seves instal·lacions i de les seves formes fàl·liques i punts en el videoclip de Lovetown de l'any 1994.
- Luxury Lifestyle 'en Vogue' Naanii Global: reconeixement 2016, Top Artists[35]

### Estudis sobre la seva obra
- Udo Kultermann, La creació d'una visió femenina del món: l'art de Yayoi Kusama.